# Maruschka Detmers
Maruschka Detmers (n. 16 decembrie 1962  în Schoonebeek) este o actriță neerlandeză.
Maruschka, fiica unui medic veterinar, se mută la vârsta de 18 ani la Paris. Aici va lucra ca fată Au-Pair și studiază artele dramatice. Ea va fi descoperită de regizorul Jean-Luc Godard. În Germania va deveni cunoscută prin rolul jucat de ea ca Silvia Lauretz, în filmul Via Mala.

## Filmografie
- 1983: Vorname Carmen
- 1984: Die Piratin
- 1985: Via Mala (TV)
- 1986: Teufel im Leib (Il Diavolo in corpo)
- 1992: Mambo Kings (The Mambo Kings)
- 1994: Ein mörderisches Abenteuer (Elles n'oublient jamais)
- 1995: The Shooter (Ein Leben für den Tod)
- 1997: Clarissa - Tränen der Zärtlichkeit
- 1997: Leben wie Gott in Frankreich
- 1998: The Last Secret (Rewind)
- 1999: St. Pauli Nacht
- 2001: Te quiero
- 2005: Das Geheimnis eines Kindes (Disparition)
- 2008: Männer lügen nicht! (TV)
- 2008: Robert Zimmermann wundert sich über die Liebe